# Georgendorf (Pragsdorf)
Georgendorf ist ein Ortsteil der Gemeinde Pragsdorf im Landkreis Mecklenburgische Seenplatte in Mecklenburg-Vorpommern.

## Geografie
Der Ort liegt zwei Kilometer nordöstlich von Pragsdorf. Zur Gemarkung Georgendorf zählt eine Fläche von 262 Hektar. Die Nachbarorte sind Volkmannshof im Norden, Andreashof und Rühlow im Nordosten, Funkenhof im Osten, Rühlow Weiche und Hochkamp im Südosten, Cölpin im Süden, Pragsdorf im Südwesten, Sponholz im Westen sowie Warlin im Nordwesten.